# Eugeniusz Dąbrowa-Dąbrowski

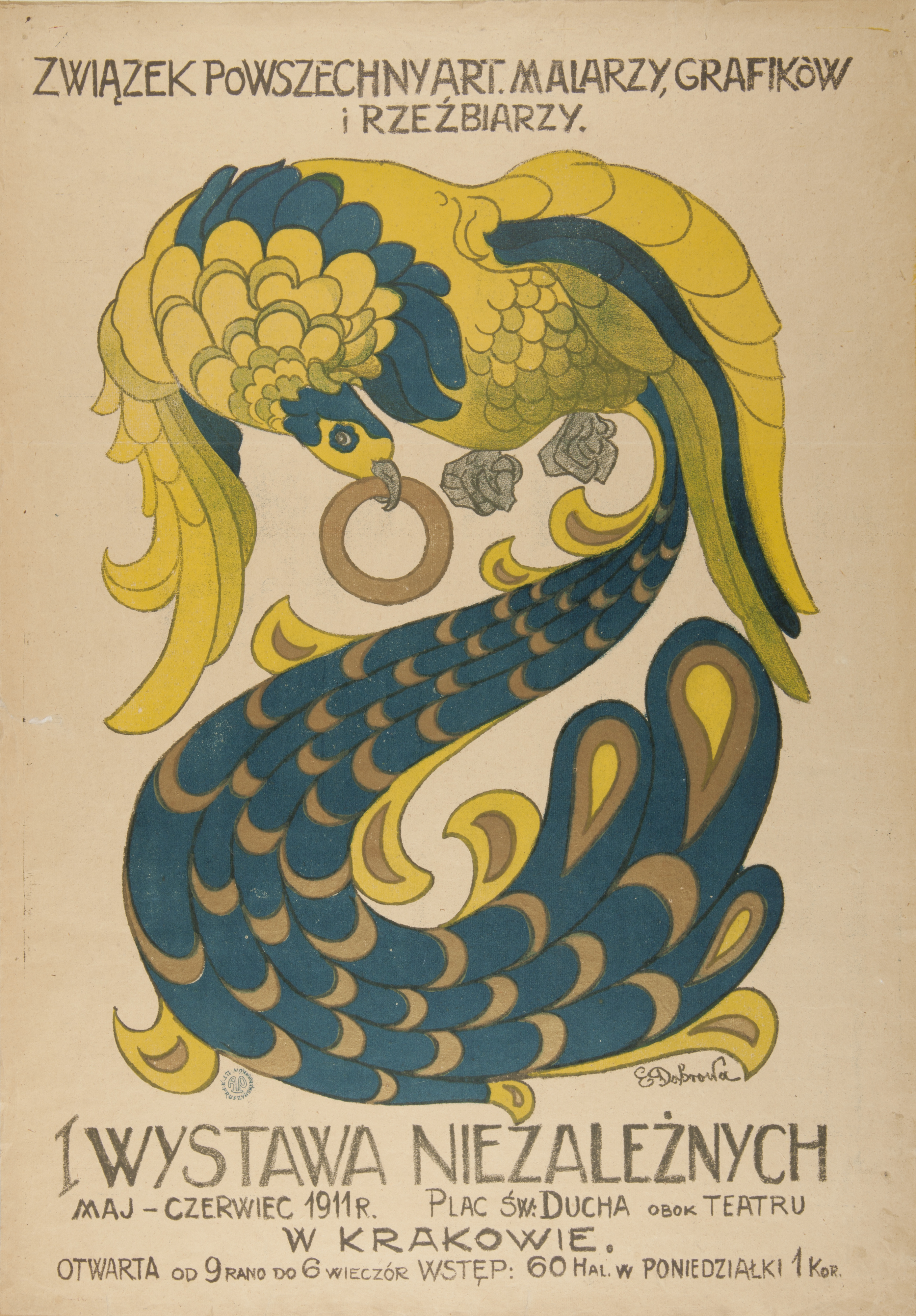
I Wystawa Niezależnych, 1911

Ludwik Eugeniusz Dąbrowa-Dąbrowski, né à Przywitowo (en) le 4 novembre 1870 et mort à Poznań le 23 novembre 1941, est un peintre et architecte polonais.

## Biographie
Il expose en 1927 au Salon des indépendants. 